# Pelosia japonica
Pelosia japonica är en fjärilsart som beskrevs av Okano 1959. Pelosia japonica ingår i släktet Pelosia och familjen björnspinnare. Inga underarter finns listade i Catalogue of Life.